# Svartabborrtjärnen (Norsjö socken, Västerbotten, 720189-165430)
Svartabborrtjärnen är en sjö i Norsjö kommun i Västerbotten och ingår i Umeälvens huvudavrinningsområde.